# الدوري السلوفاكي لكرة السلة للسيدات
الدوري السلوفاكي لكرة السلة للسيدات (بالسلوفاكية: Basketbalová extraliga žien) هو دوري كرة سلة للسيدات في سلوفاكيا تأسس في سنة 1993 تلعب فيه 9 فرق. يعتبر فريق روجومبيروك الأكثر فوزا به.